# Freaks
Freaks (prt: A Parada de Monstros; bra: Monstros) é um filme norte-americano de 1932, dos gêneros drama e terror, dirigido por Tod Browning.

## Sinopse
Uma bela trapezista chamada Cleópatra, mesmo se relacionando com Hércules, o homem-forte do circo, seduz e se casa com um anão chamado Hans, herdeiro de uma enorme fortuna.
Na recepção do casamento as outras figuras estranhas do circo decidem aceitá-la na família, cantando: "We accept you, one of us!" (Nós te aceitamos, uma de nós!), querendo dizer que agora ela pertence ao grupo. Cleópatra, embriagada, mostra a sua repugnância e expulsa-os da cerimônia. Hans percebe seu erro quando ela e Hércules se beijam na sua frente.

## Elenco
- Wallace Ford .... Phroso
- Leila Hyams .... Venus
- Olga Baclanova .... Cleópatra
- Roscoe Ates .... Roscoe
- Henry Victor .... Hercules
- Harry Earles .... Hans
- Daisy Earles .... Frieda
- Rose Dione .... Madame Tetrallini
- Daisy Hilton .... Gêmea Siamesa
- Violet Hilton .... Gêmea Siamesa

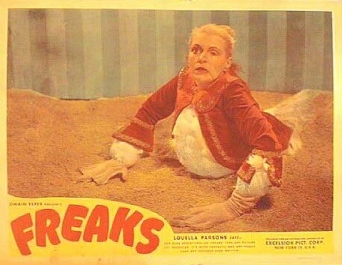
Olga Baclanova em outro cartaz do filme

- Frances O'Connor .... Garota sem Braços
- Schlitzie .... ele próprio
- Josephine Joseph .... Metade Mulher-Metade Homem
- Johnny Eck .... Half Boy
- Peter Robinson .... Esqueleto Humano
- Olga Roderick .... a Mulher Barbada
- Koo Koo .... ela própria
- Prince Randian .... Torso Vivo
- Martha Morris .... Esposa de Angeleno
- Elvira Snow .... Pinhead
- Jenny Lee Snow .... Pinhead
- Elizabeth Green .... Garota Pássaro
- Delmo Fritz .... Sword Swallower
- Angelo Rossitto .... Angeleno
- Edward Brophy .... Irmão Rollo
- Matt McHugh .... Irmão Rollo